# Ромеро, Тина
Тина Ромеро (исп. Tina Romero, род. 14 августа 1949, Нью-Йорк, США) — известная мексиканская актриса
, дебютировавшая в мексиканском кинематографе в 1976 году.

## Биография
Родилась 14 августа 1949 года в Нью-Йорке. В 1958 году актриса с родителями перебирается в Мехико, где в 1976 году в возрасте 27 лет оканчивает мексиканский университет кинематографии при киностудии Televisa. В том же году она снимается в телесериале «Тереса». В 1982 году её приглашают в Голливуд, на съёмку американского мелодраматического сериала. После успешного выхода сериала, Тина возвращается в 1983 году в Мехико. Поистине счастливый успех пришёл к актрисе в 1989 году, исполнением роли доктора Габриэлы дель Конде в теленовелле «Просто Мария», после успеха которого, актрисе предложили реальную должность врача, но она от предложения отказалась, заявив, что образы докторов она исполнит лишь в сериалах, так как она актриса. В 1995 году, актриса снимается в сериале «Алондра». В 1999 году снимается в теленовелле «Росалинда».

## Фильмография

### Сериалы студииTelevisa
- 2010 — «Полная любви» — Паула
- 2009 — «Мой грех» — Асуньсьон Торрес «Чона»
- 2000 — «Обними меня крепче» — Хасинта
- 1999 — «Росалинда» — Долорес Ромеро
- 1995 — «Алондра» — Сесилия
- 1989 — «Просто Мария» — Доктор Габриэла дель Конде (дубл. Елена Павловская)